# Miyu Katō (Tischtennisspielerin)
Miyu Kato (jap. 加藤 美優, Katō Miyu; * 14. April 1999 in Musashino, Präfektur Tokio) ist eine japanische Tischtennisspielerin.

## Werdegang
Erste Auftritte auf internationaler Bühne hatte die Japanerin bei Jugend-Weltmeisterschaften. So gewann sie mit der Mannschaft Silber in den Jahren 2012, 2013 und 2017. Im Einzel konnte sie beim selben Event zweimal den 3. Platz erringen.
2014 nahm sie an den Olympischen Jugendspielen teil und erreichte im Einzel den 4. Platz. Mit dem Team holte sie Silber. Auf der World Tour hatte sie aufgrund starker japanischer Konkurrenz weniger Einsätze, dafür wurde sie vom japanischen Verband zweimal für die Weltmeisterschaften 2017 und 2019 nominiert, wo sie in die Nähe von Medaillenrängen kam, letztlich aber scheiterte.

## Turnierergebnisse
Quelle:
| Verband | Veranstaltung            | Jahr | Ort            | Land | Einzel        | Doppel        | Mixed     | Team     |
| ------- | ------------------------ | ---- | -------------- | ---- | ------------- | ------------- | --------- | -------- |
| JPN     | Weltmeisterschaft        | 2017 | Düsseldorf     | GER  | letzte 16     |               |           |          |
| JPN     | Weltmeisterschaft        | 2019 | Budapest       | HUN  | Viertelfinale |               |           |          |
| JPN     | World Tour               | 2016 | Panagjurishte  | BUL  | letzte 16     | 1             |           |          |
| JPN     | Olympische Jugendspiele  | 2014 | Nanjing        | CHN  | letzte 16     |               |           |          |
| JPN     | Jugend-Weltmeisterschaft | 2012 | Hyderabad      | IND  | letzte 16     | Viertelfinale |           |          |
| JPN     | Jugend-Weltmeisterschaft | 2013 | Rabat          | MAR  | letzte 32     | letzte 16     | letzte 16 | 2        |
| JPN     | Jugend-Weltmeisterschaft | 2016 | Kapstadt       | ZAF  | Halbfinale    | Halbfinale    | letzte 16 |          |
| JPN     | Jugend-Weltmeisterschaft | 2017 | Riva del Garda | ITA  | Halbfinale    | Halbfinale    | letzte 16 | 2. Platz |

## Aktivitäten in Deutschland
In der Saison 2015/16 wurde Miyu Kato zusammen mit Yui Hamamoto für den deutschen Bundesligisten ttc berlin eastside verpflichtet. Die beiden Spielerinnen spielten im hinteren Paarkreuz. 2017 verließ Miyu Kato wieder den Berliner Verein.